# Hydrotaea glabricula
Hydrotaea glabricula este o specie de muște din genul Hydrotaea, familia Muscidae. A fost descrisă pentru prima dată de Fallen în anul 1825. Conform Catalogue of Life specia Hydrotaea glabricula nu are subspecii cunoscute.